# Hans-Peter Linss

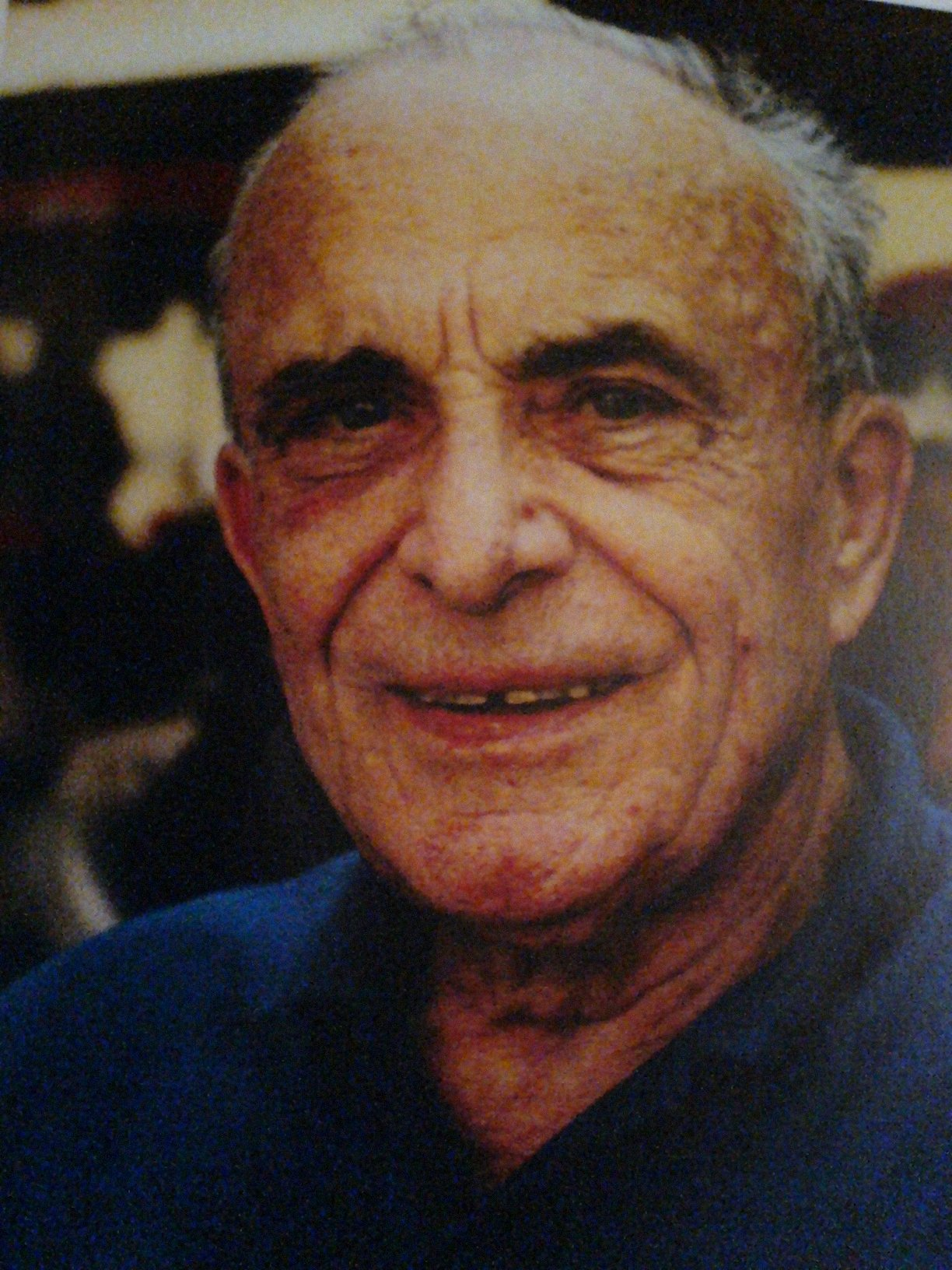
Hans-Peter Linss

Hans-Peter Linss (* 15. Juli 1928 in Kamenz; † 6. Juli 2007 in Aufkirchen) war ein deutscher Bankmanager und Islamwissenschaftler. Er gehörte 19 Jahre lang dem Vorstand der Bayerischen Landesbank an und war von 1988 bis 1993 deren Vorstandsvorsitzender. Daneben trat er als Förderer diverser Vereinigungen und Stiftungen auf.

## Leben
Linss zog mit seinen Eltern von Kamenz nach Köln, wo er 1948 das Abitur am humanistischen Dreikönigsgymnasium ablegte. Es folgte ein Studium der Altphilologie, semitischer Sprachen, Islamkunde und Geschichte an den Universitäten Mainz und Bonn. 1953 promovierte er bei Otto Spies mit der Dissertation „Probleme der islamischen Dogmatik“. Nach einer Banklehre bei der Rheinisch-Westfälischen Bank wirkte er in verschiedenen Positionen bei der Deutschen Bank, so auch als deren Vertreter für den Nahen und Mittleren Osten in Kairo. Zuletzt war er Direktor in der Zentrale in Frankfurt mit der Zuständigkeit für das gesamte Auslandsgeschäft. 1974 wechselte Linss in den Vorstand der Bayerischen Landesbank mit der Zuständigkeit für das Auslandsgeschäft, Auslandskreditgeschäft und Devisenhandel. Von 1988 bis 1993 wirkte er als Vorstandsvorsitzender.

## Wirken
Linss war Mitglied bei der Heinz-Bosl-Stiftung, im Oversea's Bankers Club, im Verein zur Förderung der Alten und Neuen Pinakothek, bei den Ägyptischen Sammlungen, beim Tölzer Knabenchor und der Europäischen Bewegung Bayern e.V.
Außerdem unterstützte er die Förderer und Freunde der Bayerischen Staatsbibliothek e.V. und war Ehrenmitglied der Musikhochschule München. Des Weiteren war er Kuratoriumsvorsitzender der Südosteuropa-Gesellschaft und schrieb zusammen mit Roland Schönfeld das Buch „Deutschland und die Völker Südosteuropas. Festschrift für Walter Althammer zum 65. Geburtstag“. Zudem erschien 1984 im Fritz Knapp Verlag in den Kolloquium-Beiträgen zum Thema Off-Shore-Kreditmärkte ein Beitrag von ihm mit dem Titel „Asiendollarmarkt Singapur“.
Hans-Peter Linss war ein stets zu Späßen aufgelegter Mensch, was sich darin zeigte, dass er sich als Vorstandsvorsitzender der BayernLB an Fasching als Putzfrau oder Koch verkleidete und von seinen Mitarbeitern unerkannt Trinkgeld für seine angeblichen Dienstleistungen forderte oder auch an seinem im Internet kursierenden Zitat: „Zerbrecht das Thermometer, dann sind wir das Fieber los!“
1972 wurde er von Kardinal-Großmeister Maximilien Kardinal de Fürstenberg zum Ritter des Ritterordens vom Heiligen Grab zu Jerusalem ernannt und am 9. Dezember 1972 im Aachener Dom durch Lorenz Kardinal Jaeger, Großprior der deutschen Statthalterei.

## Auszeichnungen
- 1972: Ritterschlag zum Ritter vom Heiligen Grab
- 1985: Verdienstkreuz 1. Klasse der Bundesrepublik Deutschland
- 1987: Bayerischer Verdienstorden
- Großes Verdienstkreuz der Bundesrepublik Deutschland
- Commandeur dans l' Ordre grand-ducal de 1a Couronne de Chene

## Werke
- Probleme der islamischen Dogmatik: das Kitāb uṣūl ad-dīn des Abū 'l-Yusr Muḥammad al-Bazdawī. Textausgabe und Untersuchung. Thales-Verlag, Essen, 1991.